# دلووالی
دلووالی (به انگلیسی: Dalowali) یک روستا در پاکستان است که در پنجاب واقع شده‌است. دلووالی ۲۵۶ متر بالاتر از سطح دریا واقع شده‌است.